# Nubkheperre Intef
Nubkheperre Intef (hoặc Antef, Inyotef), còn được gọi là Intef V, Intef VI hoặc Intef VII, là một vị vua thuộc Vương triều thứ 17 trong Thời kỳ Chuyển tiếp thứ Hai của Ai Cập, khi đất nước bị chia cắt bởi triều đại của người Hyksos. Ông cai trị vùng Thebes của Thượng Ai Cập, trong khi người Hyksos chiếm giữ Hạ Ai Cập.

## Gia đình
Nubkheperre được biết đến là anh/em trai của Sekhemre-Wepmaat Intef qua dòng chữ trên quan tài E3019 (của Sekhemre-Wepmaat): "Từ người anh/em, vua Antef (chỉ Nubkheperre) trao tặng", theo Kim Ryholt. Theo đó, Nubkheperre đã tặng cỗ quan tài này cho việc chôn cất Sekhemre-Wepmaat.
Nubkheperre và Sekhemre-Wepmaat đều là những người con trai của pharaon Sobekemsaf II, theo những dòng văn tự còn sót lại trên rầm cửa của một ngôi đền ở Gebel-Antef, được giải thích bởi Ryholt. Aidan Dodson và Daniel Polz cũng tán thành quan điểm này. Polz cũng đưa ra một kết luận tương tự trong một cuốn sách viết bằng tiếng Đức của ông vào năm 2007. Một mảnh vỡ khung cửa được tìm thấy bởi Jonn và Deborah Darnell cũng đề cập đến mối quan hệ giữa Nubkheperre và một pharaon cũng có tên Sobekemsaf, nhưng người ta vẫn không biết được đó là pharaon nào.
Hoàng hậu phối ngẫu của ông là Sobekemsaf, được đề cập trên một tấm bia tại Edfu, một chiếc vòng tay và mặt dây chuyền của bà. Bà là con gái của một pharaon chưa xác định, do danh hiệu "Con gái của Vua" đề trên tấm bia, có lẽ là Rahotep.

## Công trình

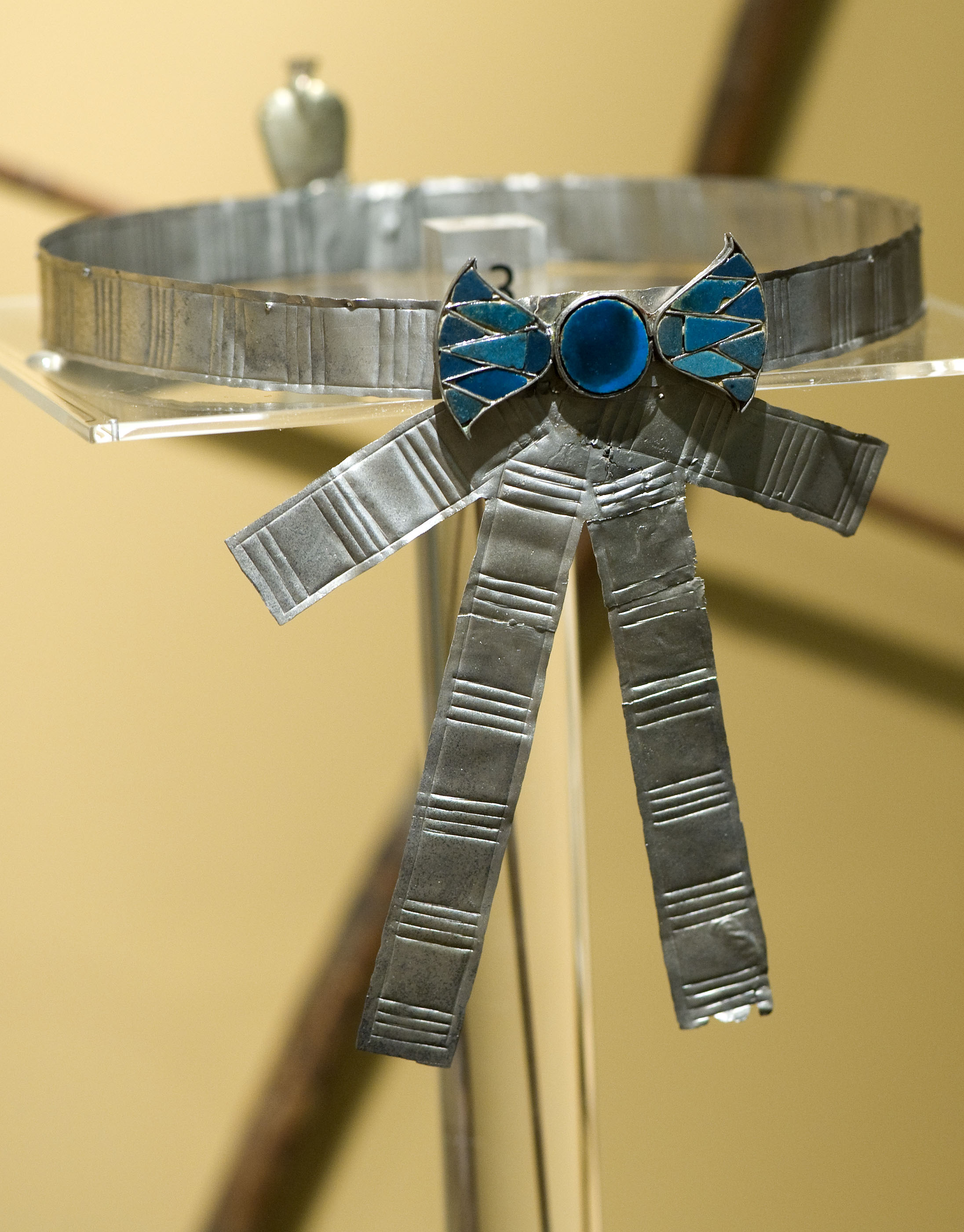
Vương miện được tìm thấy trong ngôi mộ của Nubkheperre Intef, hiện được trưng bày tại Bảo tàng Leiden

Dưới thời trị vì của mình, ông cho khôi phục lại nhiều đền thờ bị phá hủy tại Thượng Ai Cập cũng như xây một ngôi đền mới tại Gebel-Antef. Di tích còn sót lại nguyên vẹn nhất là một nhà nguyện nhỏ ở Coptos. Tại đó, người ta biết năm trị vì lâu nhất của ông - năm thứ 3, được phát hiện trên một tấm bia đá. Tại Abydos, nhiều mảnh vỡ được tìm thấy, cho thấy họ đang tiến hành những hoạt động tu sửa một tòa nhà. Cũng tại đó, một tấm bia có khắc chữ "Nhà cho Intef", vì thế tòa nhà này được cho là thuộc về Nubkheperre.
Nubkheperre Intef được cho là đã thực hiện hơn 20 công trình trong suốt thời gian cai trị của ông, điều đó cho thấy ông là một trong những pharaon quyền lực nhất của Vương triều thứ 17.

## Lăng mộ
Nubkheperre Intef được chôn trong một kim tự tháp nhỏ, tọa lạc tại Dra Abu el-Naga. Ngôi mộ vốn đã được phát hiện vào năm 1881 nhưng vị trí của nó lại bị thất lạc, mãi đến năm 2001 mới được tìm thấy lại bởi các nhà nghiên cứu người Đức, trong đó có Daniel Polz, nằm dưới phó giám đốc Viện Khảo cổ học Đức.
Mộ của ông đã bị trộm viếng thăm vào năm 1827, và nhiều kho báu của ông lại rơi vào tay của các nhà sưu tầm đồ cổ phương tây. Bằng chứng là quách của Nubkheperre được Bảo tàng Anh mua lại từ nhà Ai Cập học Henry Salt. Auguste Mariette đã tìm được hai cột tháp có ghi đầy đủ 5 danh hiệu của Nubkheperre. Tuy nhiên, nó đã mất khi được vận chuyển về Bảo tàng Cairo.
Khi khai quật ngôi mộ, người ta phát hiện một cái vương miện, nhiều bộ cung tên cùng một chiếc bùa hình con bọ hung của một vị vua Sobekemsaf.